# Biermarke
Biermarken sind einerseits ein Hilfsmittel zur Feststellung und Abrechnung des Bierverbrauchs in Gaststätten und werden andererseits als Wertmarken verwendet, also als eine Art Gutschein für eine bestimmte Menge Bier. Es handelt sich dabei um meist runde, aus Metall (häufig Messing oder Aluminium) geprägte Marken. Sie tragen auf einer Seite meist das Markenzeichen bzw. den Namen einer Brauerei oder den Namen der Gastwirtschaft, in der sie verwendet werden. Sie werden von Numismatikern gesammelt.

## Verwendung als Wertmarke

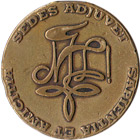
Biermarke einer Studentenverbindung

Als Wertmarke wurden Biermarken früher in den meisten Gaststätten Deutschlands verwendet. Da diese Verwendungsart mit dem Aufkommen der Registrierkasse in der zweiten Hälfte des 20. Jahrhunderts stark zurückging, ist sie heute vor allem noch auf Volksfesten (unter anderem dem Oktoberfest) anzutreffen.
Auch bei Studentenverbindungen werden Biermarken verwendet, insbesondere zur Abrechnung des Bierkonsums der Mitglieder auf dem Korporationshaus und als Wertmarke im Rahmen von Kneipen und Kommersen. Diese Biermarken tragen meist den Namen der Verbindung und ihren Zirkel.

## Verwendung mit Zählbrett

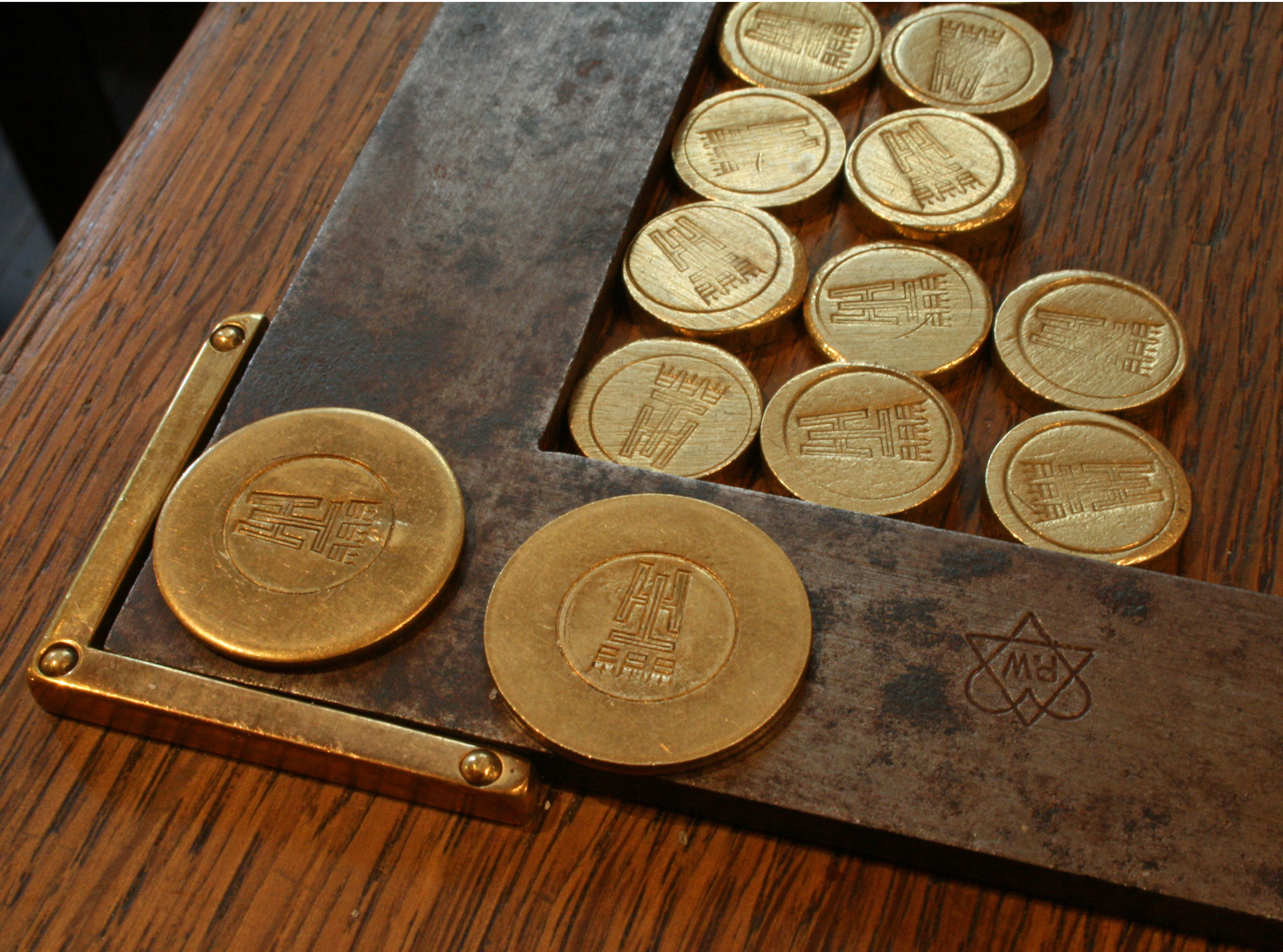
Biermarken auf einem Zählbrett im Kölner Gasthaus Töller.

Teilweise werden Biermarken im Ausschank einer Gaststätte zur Kontrolle der ausgeschenkten Biermenge verwendet. Für jedes Glas wird eine Biermarke auf einem Brett an eine bestimmte Stelle gelegt, meist entlang einer aufgenagelten Holzleiste oder ähnlichen Führung, die das Verrutschen der Marken verhindern soll. Hierdurch ist auf einen Blick ersichtlich, wie viele Gläser aus einem Fass Bier bereits ausgeschenkt wurden. Manchmal werden auch verschieden große Marken verwendet, die größeren stehen dann entweder für größere Gläser oder eine bestimmte Anzahl, etwa in Köln für den traditionellen Kölschkranz (eine Tragevorrichtung für bis zu 18 Kölner Stangen).
Anhand der ausgelegten Marken ist auf einen Blick erkennbar, wie viel Bier noch im Fass sein muss und wann es an der Zeit ist, ein neues Fass herbeizuholen. In früherer Zeit war dies wichtig, da das Bier meist im Keller gelagert wurde, um es kühl zu halten, so dass das Heraufholen und Anzapfen eine gewisse Zeit in Anspruch nahm, also rechtzeitig geschehen musste, damit keine Verzögerung im Ausschank eintrat. Die Marken erleichterten zudem die Buchführung über den Verbrauch und damit die Abrechnung mit der Brauerei bzw. zwischen Thekenpersonal, Kellnern und Inhaber der Gaststätte.
Durch die Einführung von Zapfanlagen, bei denen das Anschließen eines im Lagerraum außerhalb der Gaststätte stehenden Fasses nur wenige Minuten dauert und Registrierkassen bzw. anderer elektronischer Abrechnungssysteme sind Biermarken weitgehend außer Gebrauch gekommen. In einigen traditionellen Gaststätten werden sie aber noch verwendet, etwa in Kölner Brauhäusern, wo im Thekenschaaf vereinzelt noch mit Biermarken gezählt wird.